# Juan Picasso
Juan Picasso González (Málaga, 22 de agosto de 1857-Madrid, 5 de abril de 1935) fue un militar español, condecorado con la Cruz Laureada en la Primera guerra del Rif en Marruecos y encargado de la importante investigación militar conocida como el Expediente Picasso. En el extenso informe, denunciaba las malas decisiones del alto mando militar y las corrupciones generalizadas durante el desastre de Annual en 1921. Este expediente tendría importantes consecuencias militares y políticas poniendo fin a la llamada restauración borbónica en España en 1923.
Formó, además, parte del Consejo Supremo de Guerra y Marina, delegado militar de España en el Consejo de la Sociedad de las Naciones entre 1920 y 1923.

## Biografía
Su padre, Juan Bautista Picasso Guardeño, vivía en Málaga, vecino de la plaza de la Merced y era hermano de Francisco Picasso, abuelo materno del pintor Pablo Ruiz Picasso.
Ingresó en la Academia del Estado Mayor en julio de 1878 como alférez alumno, y ascenció a teniente en junio de 1880. Entre 1880 y 1893 ocupó diversos destinos en los distritos de Castilla la Nueva, Andalucía (en Granada, fundamentalmente) y Ceuta.

### El asedio en Melilla
Con la Real Orden (R.O.) de 20 de diciembre de 1890 formó parte de la comisión para replantear los límites jurisdiccionales de Melilla, planteados en 1863, y a la posterior demarcación de una zona neutral de quinientos metros de anchura determinada por el convenio con Marruecos firmado en 30 de octubre de 1861 tras la guerra de África. Durante los siguientes dos años, no se llegó a un acuerdo entre ambos países.
Se casó con María Luz Vicent Lasso de la Vega y tuvo dos hijos: Néstor, en 1887, y Adalberto, en 1893.
En el otoño de 1893, como capitán, fue enviado a Melilla, donde se había iniciado la llamada guerra de Margallo, como agregado a la segunda brigada de la segunda división. El 27 de octubre se encontraba con el general Juan García y Margallo en el fuerte de Cabrerizas Altas, asediado por los rifeños, sin poder comunicar su delicada situación. El día siguiente, recibió la orden del general para que marchase a caballo y con una escolta al cercano fuerte de Rostrogordo para, desde allí, dar cuenta al gobernador del asedio. Sin embargo, cuando llegó al fuerte de Rostrogordo, vio que estaba igualmente rodeado y se dirigió directamente a Melilla con grave riesgo personal, consiguiendo informar de la situación y el envío de ayuda a los fuertes cercados. Sin embargo, el general Margallo moriría en la organización de un contrataque para recuperar los fuertes. Por esta acción el 28 de agosto de 1893, recibiría la Cruz Laureada de San Fernando  de segunda clase y el ascenso a comandante con 36 años.
Dos años después ascendió rápidamente a teniente coronel y, en 1902, al rango de coronel. Desde finales de noviembre de 1909 hasta el final de marzo de 1910, desempeñó el cargo de jefe de Estado Mayor del gobierno militar de Melilla. En 1915 ascendió como general de brigada, pasando la mayor parte del resto de su carrera militar como parte del Ministerio de la Guerra en Madrid.
En febrero de 1919 fue propuesto para ministro de Guerra con sesenta y dos años y era casi un desconocido. Picasso replicó: «Pues se lo agradezco mucho, pero mire usted, prefiero seguir trabajando en lo mío y ser lo que soy, un militar honrado».
En noviembre de 1911, presionada por Reino Unido, Francia cedió a España el protectorado español de Marruecos. El gobierno, alentado por el mando militar, inició la conquista militar del territorio con la que, aunque pobre y tribal, ofrecía recuperar a una sociedad española humillada por la pérdida de sus últimas colonias en la breve guerra hispano-estadounidense. Será durante la conocida como guerra de Rif durante la cual surgió un grupo de oficiales conservadores y agresivos conocidos como los africanistas, entre ellos un joven Francisco Franco.
Mientras, la situación española e internacional sufría de continuos sobresaltos y fracasos. Se reflejan en la Semana Trágica de Barcelona (1909), la Primera Guerra Mundial (1914-1918), la Revolución rusa (1917) y la huelga general revolucionaria (1917), entre otros muchos sucesos tumultuosos.

### La investigación del desastre de Annual
El 16 de febrero de 1921 recibió el ascenso a general de división. El presidente del Consejo de Ministros, Eduardo Dato, fue asesinado el 11 de marzo por unos anarquistas.
El 21 de julio, en Marruecos, conquistado dos semanas antes, cayó Igueriben, después de un asedio de cuatro días. Un día después se produjo la retirada de Annual a Dar Drius. Se suicidó el comandante en jefe del ejército español, Silvestre. El 24 el pánico se adueñó de la ciudad de Melilla.
Picasso, desde principios de 1920 y hasta 1923, era el representante militar español de la Comisión Permanente Consultiva de Asuntos Militares, Navales y de Aviación en la Sociedad de Naciones. En ese momento era el primer general de división en el escalafón. Entre el 30 de julio de 1921 y el 23 de agosto de 1923, Picasso formaba parte del Consejo Supremo de Guerra y Marina del gobierno.

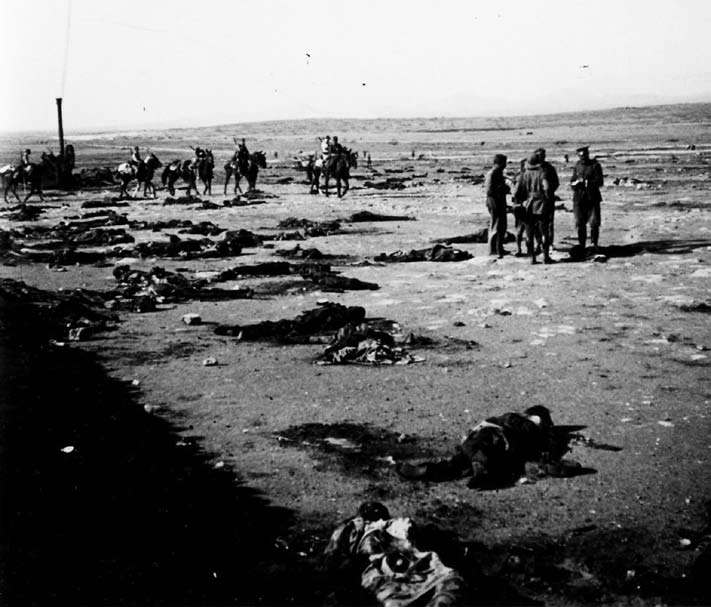
Enero de 1922. Guerra del Rif. Meses después de la batalla de Annual (julio-agosto de 1921) los restos continúan dispersos.

Por la R.O. de 4 de agosto de 1921, el gobierno de Allendesalazar, con el ministro Luis de Marichalar y Monreal, vizconde de Eza, nombró a Picasso juez —junto a un auditor y un secretario— para elaborar un informe de carácter oficial para examinar los antecedentes y circunstancias que concurrieron en el abandono de posiciones del territorio marroquí asignado a la Comandancia General de Melilla. Contaba con una polémica limitación, establecida al principio, de no extenderse a la actuación del alto comisario, el general Dámaso Berenguer. El 9 de agosto, capituló Monte Arruit y miles de soldados españoles fueron masacrados.
El 24 agosto, por una R.O. el ministro de Guerra, Juan de la Cierva, previno a Picasso de no realizar investigaciones que pudieran involucrar al alto mando. El 1 de septiembre otra nueva R.O. —a instancias de Berenguer—, avisó de nuevo a Picasso para que no extendiera su investigación. El día 6 septiembre hubo un telegrama «personal y reservado» del nuevo ministro La Cierva a Picasso, con forma improcedente de «Real Orden».
El 18 de abril de 1922 entregó al Congreso de los Diputados el expediente, con un informe final redactado por él mismo, que constituía un total de 2417 folios. Su trabajo se conoció como el «Expediente Picasso», y en el mismo se señalaban múltiples errores militares así como una corrupción generalizada en el ejército. Derivó en una serie de consecuencias políticas y militares y fue utilizado por la oposición a los diferentes gobiernos conservadores en ese momento, a los militares llamados africanistas y al propio rey Alfonso XIII.
El 21 de diciembre, el periódico La Libertad en el centro de su portada ponía una caricatura de Exoristo Salmerón, bajo el título «Figuras y figurones», de Juan Picasso seguida del texto:

Lo que Diógenes quería,

encontrar con su mechero,
en Picasso, el justiciero,
nuestra patria poseía.
Y así al escuchar su nombre,
orgullosa y placentera,
dice al mundo España entera:

«¡Es mi hombre!»
Exoristo Salmerón. La Libertad. 1922

### La llegada de la dictadura, la república y el retiro
El 13 de septiembre de 1923 hubo un golpe de Estado militar que instauró la dictadura de Primo de Rivera, con el apoyo del rey, y concluyó terminar con la exposición del trabajo de Picasso sobre el desastre en el congreso. Con la llegada de la dictadura, el informe se abandonó y se fueron perdiendo las copias.
Pasó a la reserva el 23 de agosto de 1923 al cumplir los sesenta y seis años. Aceptó el cambio de régimen y siguió como miembro del Consejo Supremo de Guerra y Marina.
Dos años más tarde, el 22 de agosto de 1925, pasó a la segunda reserva con el grado de teniente general.
La Segunda República se establecía pacíficamente el 14 de abril de 1931. Al reunirse las Cortes Constituyentes en julio de 1931 se formó otra Comisión de Responsabilidades para examinar las que se hubiesen contraído bajo el régimen dictatorial. Se ordenó que el expediente Picasso volviera de nuevo a manos de esa comisión; sin embargo, quedó todo en suspenso ante los nuevos problemas que tenía la nueva democracia. A Picasso no le sorprendió la llegada de la nueva república en su domicilio de la calle Amnistía, en Madrid. Falleció en 1935. Su muerte fue conocida por una esquela aparecida en el diario ABC dos días después. Fue enterrado en la Sacramental de San Lorenzo y San José. Su esposa, María Luz Vicent, falleció un mes después por cáncer de pecho y fue enterrada a su lado.

## Acceso alExpediente Picassoy otros contenidos relacionados con el desastre de Annual
Conocido de forma fragmentaria durante mucho tiempo, el informe Picasso fue recuperado en su totalidad y transferido al Archivo Histórico Nacional en 1990. El Expediente Picasso propiamente dicho consta de diez piezas y 2418 folios.
Junto con el Expediente Picasso propiamente dicho, el Archivo Histórico Nacional contiene una pieza íntimamente relacionada, que incluye testimonios obtenidos con posterioridad, por ejemplo los de los prisioneros españoles implicados en el Desastre de Annual y liberados años más tarde. Esta causa posee 39 piezas separadas, todas ellas públicamente accesibles. En el artículo referenciado en las líneas anteriores se puede encontrar una descripción extensa de ambos expedientes, así como su génesis e historia.

## Reconocimientos
En 1922 fue nombrado con el título honorífico de hijo predilecto de la ciudad de Málaga.
Las «charreras», divisa que forma parte del uniforme, de Juan Picasso se exponen en el museo militar de Melilla tras una donación por parte de uno de sus descendientes.
Entre 2016 y 2017 en la Fundación Picasso Museo Casa Natal en Málaga se organizó la exposición «El General Picasso. Militar y Dibujante», centrada en la faceta como dibujante de Juan Picasso.
En 2022, el diario ABC publicó un artículo sobre las cartas de apoyo que recibió el general Picasso.